# República de Benín (1967)
La República de Benín fue un efímero estado secesionista no reconocido en África Occidental que existió durante siete horas en 1967. Se estableció el 19 de septiembre de 1967 durante la guerra civil de Nigeria como un estado títere de Biafra, después de su ocupación de la Región del Medio Oeste de Nigeria, y recibió el nombre de su capital, Ciudad de Benín, con Albert Nwazu Okonkwo como su jefe de gobierno. 
El nuevo estado fue un intento de Biafra de impedir que los residentes no igbo de la vecina Región del Medio Oeste se aliaran con Nigeria tras las tensiones étnicas regionales al comienzo de la guerra. La República de Benín se declaró oficialmente incluso mientras las fuerzas federales nigerianas reconquistaban la región y finalizó al día siguiente con su entrada a Ciudad de Benín.: 369    La ocupación de la Región del Medio Oeste puso a los residentes en contra de la causa secesionista y fue utilizada por el gobierno nigeriano como justificación para intensificar la guerra contra Biafra. 

## Historia
En el período previo a la guerra civil nigeriana, los residentes de la étnicamente diversa Región del Medio Oeste intentaron adoptar una posición neutral. Poco antes de que Biafra declarará su secesión de Nigeria,  los dirigentes de la región del Medio Oeste patrocinaron una conferencia de paz cerca de Ciudad de Benín, y los funcionarios se negaron a permitir que las tropas federales nigerianas invadieran Biafra a través de esa región.: 367 : 368  En agosto de 1967, las fuerzas de Biafra ocuparon la Región del Medio Oeste y tomaron el control del gobierno regional, con el doctor educado en Estados Unidos Albert Okonkwo como nuevo jefe de Gobierno bajo el título de gobernador. Inicialmente, la población igbo recibió con agrado el control de Biafra, mientras que los no igbo, en general, se mostraron descontentos, pero decidieron esperar a que se restableciera el control federal en lugar de resistir. Las relaciones iniciales entre la nueva administración y los no igbo fueron pacíficas, pero tensas. Para mejorar las relaciones, la administración de Okonkwo llenó los hogares y las calles con noticias de la posición biafreña. Sin embargo, la campaña de los medios de comunicación comenzó a inundar el estado con noticias sobre la opresión de los igbo en Nigeria y, con el paso de los días, solo agravó la división étnica de la región. La interminable campaña de relaciones públicas destruyó la simpatía de los no igbo hacia la causa pro-biafreña en lugar de convertirlos en un apoyo directo, y la mayoría adoptó simpatías neutrales o pro-nigerianas.: 377  Mientras las relaciones entre el gobierno de ocupación y los no igbo continuaban deteriorándose, el presidente biafreño C. Odumegwu Ojukwu visitó la Región del Medio Oeste para conseguir apoyo y se reunió con los líderes de la previamente prohibida Convención Nacional de Ciudadanos Nigerianos (por sus siglas en inglés: NCNC). Aunque la visita generó un mayor apoyo entre los antiguos partidarios del NCNC, sus antiguas discordias internas reavivaron. A su vez, los partidarios del NCNC comenzaron a enfrentarse con simpatizantes de otros partidos. El rechazo de los no igbo a la invasión se solidificó.: 378 
El 19 de septiembre de 1967, los biafreños rebautizaron la región proclamando la República de Benín, un estado independiente de Biafra, como último recurso. Se creía que incluso si no ganaba el apoyo de los no igbo, el nuevo estado podría al menos dividir físicamente a Biafra de las fuerzas federales nigerianas.: 379  Citando las muertes de residentes de la Región del Medio Oeste en los disturbios del norte y el apoyo de la región antes de la guerra a un gobierno confederado en Nigeria, Okonkwo declaró que la República de Benín apoyaría a Biafra en todas las causas y participaría en organizaciones como la Mancomunidad de Naciones y la Organización para la Unidad Africana.: 380  Sin embargo, Okonkwo y otros oficiales habían discutido una declaración de independencia dos semanas atrás el 5 de septiembre sin llegar a un acuerdo, y el anuncio fue grabado en una breve pausa mientras él y las fuerzas militares se retiraban ante un avance militar del gobierno federal.: 381  Más tarde ese mismo día, las tropas gubernamentales llegaron a Ciudad de Benín, la capital de la República de Benín, y el alto comisionado británico reportó que habían multitudes en las calles para celebrar la reconquista.